# Lixiviación

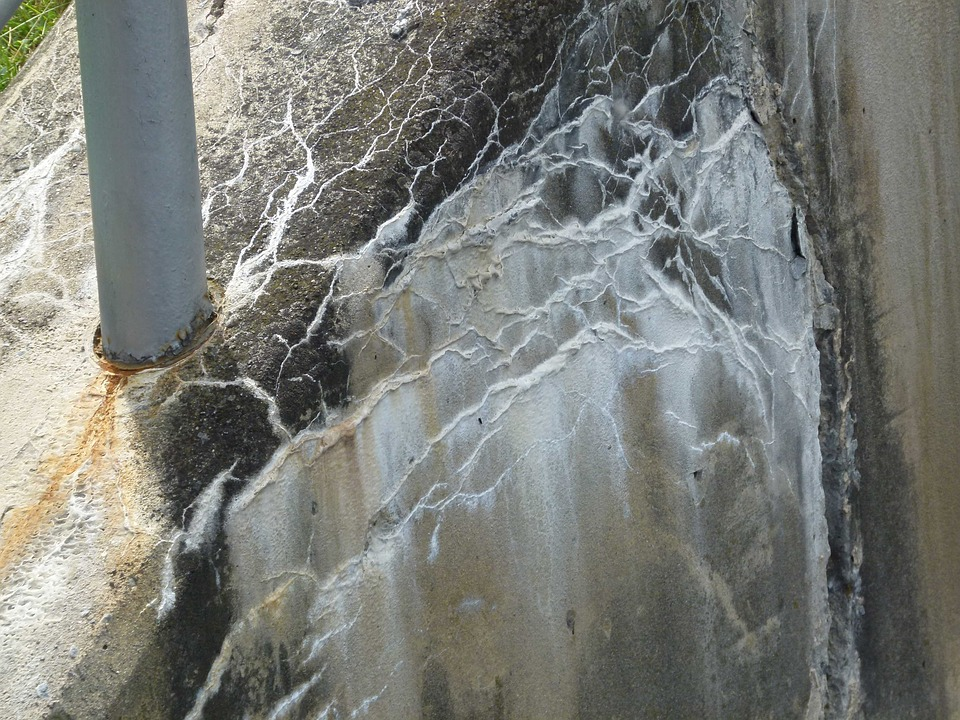
Lixiviación en un muro de hormigón

La lixiviación (del latín lixivia, -ae, "lejía") o extracción sólido-líquido es una operación unitaria que consiste en la separación de una o varias sustancias (solutos) contenidas en una matriz sólida (fase portadora), usualmente pulverizada, mediante el uso de disolventes líquidos. Se le denomina material de extracción a la materia prima formada por la fase portadora sólida junto con el soluto o mezcla de solutos. Si la sustancia de interés es aquella que se disuelve en el solvente, el proceso se llama extracción; si lo que se pretende disolver son las impurezas y la sustancia de interés es el sólido, el proceso se denomina lavado.

## Principios químicos
La lixiviación es un proceso por el cual se extrae uno o varios solutos de un sólido, mediante la utilización de un disolvente líquido.
Ambas fases entran en contacto íntimo y el soluto o los solutos pueden difundirse desde el sólido a la fase líquida, lo que produce una separación de los componentes originales del sólido.

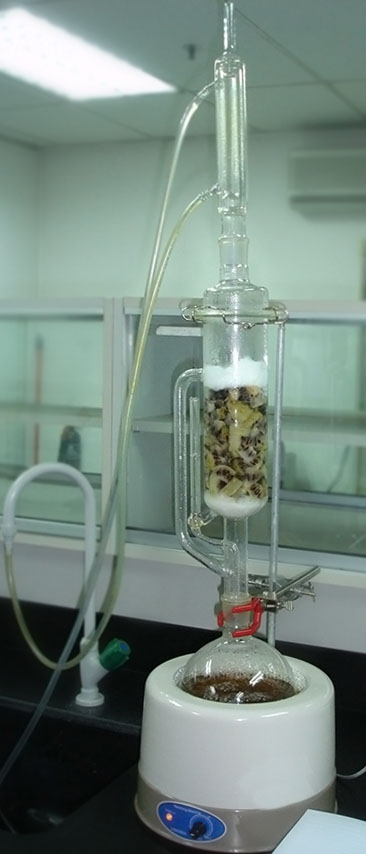
Aparato extractor soxhlet para la extracción sólido-líquido por lixiviación

La lixiviación está basada en la solubilidad del soluto en el disolvente que se usará para extraerlo. Para que la lixiviación sea efectiva, el soluto debe ser más afín a la fase líquida que a la fase sólida en la que se encontraba originalmente. Al ser un equilibrio entre fases, la lixiviación, al igual que la extracción líquido-líquido, pueden ser cuantitativas (>99.9 %) pero nunca totales (100 %); esto quiere decir que la fase sólida siempre contendrá una porción del soluto.
El proceso consiste en cuatro etapas:
1. Disolución de los solutos en la fase líquida
2. Separación del sólido inerte (fase portadora)
3. Recuperación del disolvente (solamente si es económicamente viable)
4. Lavado del sólido inerte para recuperar mayor cantidad de soluto

Algunos ejemplos son:
- El azúcar se separa por lixiviación de la remolacha con agua caliente.
- Los aceites vegetales se recuperan a partir de semillas (como los de soja y de algodón) mediante la lixiviación con disolventes orgánicos.
- La extracción de colorantes se realiza a partir de materias sólidas por lixiviación con alcohol o soda.
- En la preparación de la infusión de café, la sustancia aromática de este (soluto) se extrae con agua (disolvente) del café molido (material de extracción).[2]

La lixiviación tiene una gran importancia en el ámbito de la metalurgia, ya que se utiliza frecuentemente en la extracción de algunos minerales como oro, plata y cobre. También se utiliza en tecnología farmacéutica.

## Factores que afectan a la extracción
Existen cuatro factores determinantes en la velocidad de la extracción:
- Tamaño de partícula. Una extracción sólido-líquido suele ser más eficiente cuando la interfase sólido-líquido aumenta, por lo que cuanto más pequeñas sean las partículas de material de extracción, más efectiva será ésta. Sin embargo, tamaños excesivamente pequeños pueden hacer que las partículas se aglutinen y formen coloides, dificultando la extracción.
- Disolvente. El disolvente a utilizar debe ser poco viscoso y lo más selectivo posible. Para aumentar su selectividad, la polaridad de un disolvente debe ser lo más similar a la del soluto y diferente a la de las impurezas que pudieran presentarse.
- Temperatura. Como regla general, el aumento de la temperatura favorece la solubilidad en líquidos, aumentando la cantidad de materia extraída. El límite de temperatura se fija respecto al punto de ebullición del disolvente utilizado, que en disolventes orgánicos suele ser inferior a los 100 °C (grados Celsius) así como a la temperatura de descomposición del soluto. Si la temperatura es cercana o superior al punto de ebullición, el disolvente se evaporará y el soluto regresará a la fase sólida, mientras que si la temperatura supera la temperatura de descomposición, el soluto reaccionará y el proceso fallará.
- Agitación. La agitación favorece la transferencia al facilitar la difusión del soluto hacia la matriz del disolvente, también evita la sedimentación y el apelmazamiento de partículas sólidas.

## Historia

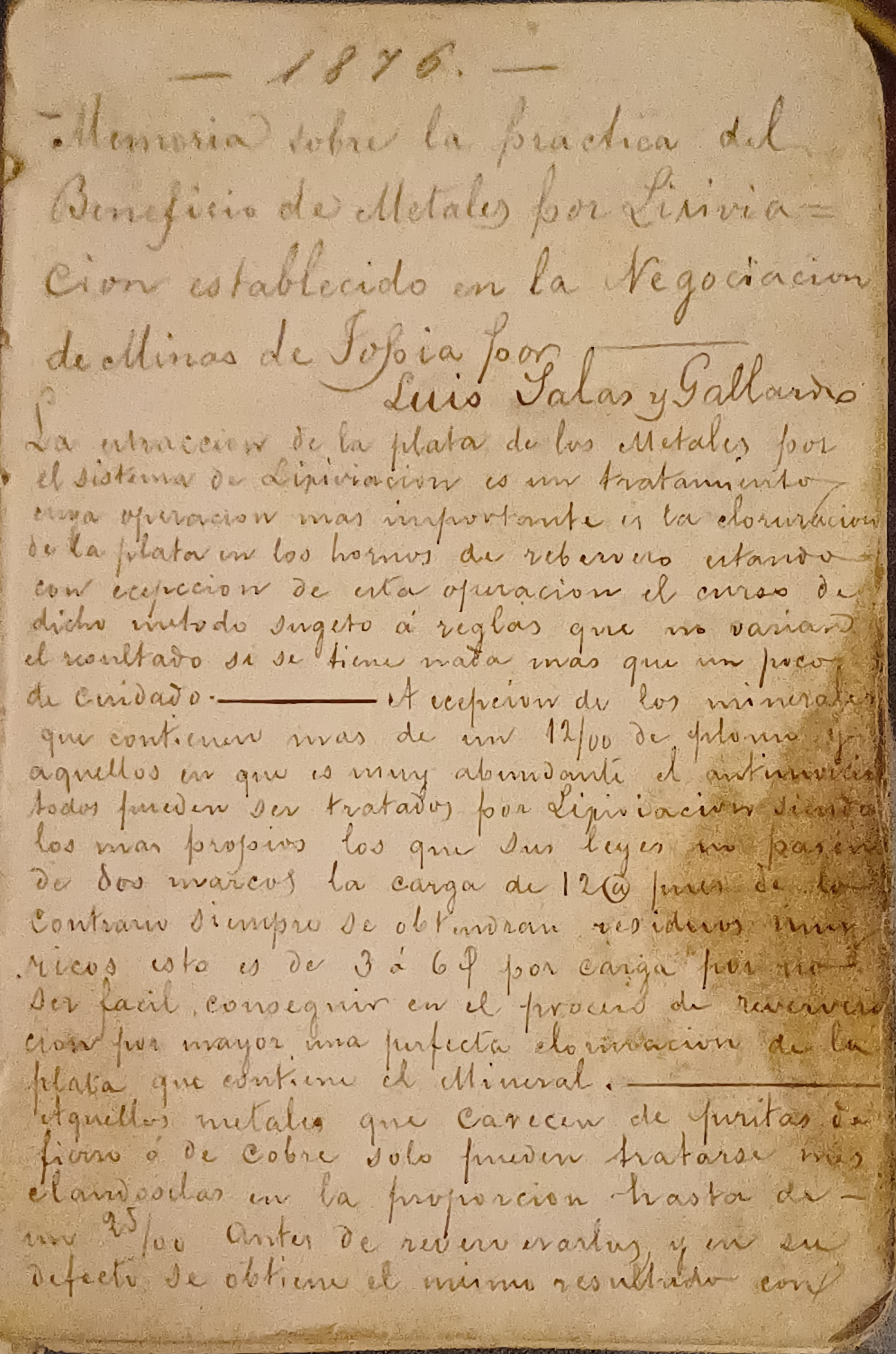
Cuaderno de notas sobre los trabajos de lixiviación en minería, en Pachuca, Hidalgo, México, en 1845-1846.

La lixiviación se conoce desde la Antigüedad. Se usaba en la metalurgia en la Roma antigua y en la cultura prehispánica para extraer cobre y oro con agua y soluciones ácidas naturales. En la Edad Media, los alquimistas la aplicaron para separar metales. Con la Revolución industrial, la lixiviación con cianuro (a finales del siglo XIX) permitió recuperar oro y plata de manera más eficiente. En el siglo XX, se desarrollaron métodos con ácidos y bacterias para extraer metales de minerales de baja ley, lo que significó una revolución en la minería y en la metalurgia.

## Ecología
También es aplicable el término en ecología para indicar el desplazamiento hacia los ríos y mares de los desechos y excrementos, además de otros contaminantes como los fertilizantes; producido por el mismo proceso indicado para el fenómeno químico. Es considerado el fenómeno de desplazamiento de nutrientes siendo estos arrastrados por el agua, provocado este a su vez por la deforestación antropogénica (causada por el ser humano).[cita requerida]

## Geología
En la ciencia geológica, se entiende como lixiviación al proceso de lavado de un estrato de terreno o capa geológica por el agua.[cita requerida]

## Agricultura
En los sistemas de riego, cuando este se hace con aguas con un importante contenido salino, se dosifica una cantidad mayor de agua que es estrictamente necesaria para las plantas, a fin de que, al percolar esta agua hacia los drenes, evite la acumulación de sales en el terreno, lo que podría ser negativo para las plantas. Esta cantidad adicional de agua se le denomina agua de lixiviado. Si se trata de riego de complementación, en zonas donde existe una precipitación anual razonable, el proceso de lixiviación de los suelos agrícolas se da en forma natural en los periodos de lluvia.[cita requerida]

## Aplicaciones prácticas
Industrialmente, la lixiviación se utiliza para preparar soluciones naturistas, para lo cual se toma la sustancia (generalmente una planta medicinal), se pulveriza y se mezcla con el menstruo (alcohol), se coloca en un lixiviador y se deja macerando el tiempo requerido.[cita requerida]
También se le puede decir lixiviación al tratamiento de los minerales concentrados y otros materiales que contienen metales, la lixiviación se efectúa por medio de un proceso húmedo con ácido que disuelve los minerales solubles y los recupera en una solución cargada de lixiviación. De uso práctico en la minería mediante la cianuración del oro y otros minerales.[cita requerida]

## Metalurgia extractiva
Es también el proceso que se usa en la metalurgia, para trabajar los minerales principalmente oxidados. Desde un tiempo a esta parte se realiza la lixiviación de minerales sulfurados de cobre mediante procesos de lixiviación bacteriana.[cita requerida]
En el caso de la lixiviación de los minerales de oro (óxidos), los pads se diseñan según la morfología de la zona, se inician los detalles para la selección del tipo de pad (pad reutilizable, expandible o el caso de lixiviación tipo valle: el caso de la mina Pierina).[cita requerida]

### Lixiviación hidrometalúrgica
Este proceso está relacionado con la disolución química de las materias primas que se tratan para formar soluciones que contengan metales que han de recuperarse. Este proceso de lixiviación de elementos deseado se realiza de forma selectiva, para poder separarlos del resto de materiales no deseados, los cuales quedan como residuos insolubles.[cita requerida]

## Biolixiviación
Es el proceso en el que se da la lixiviación asistida por microorganismos, que cumplen el rol de catalizadores. La biolixiviación es una técnica usada para la recuperación de metales como cobre, plata y oro entre otros. Esta última aplicación también se conoce como biohidrometalurgia.

## Impacto de la lixiviación elemental en la eliminación de fluoruro
Estudios recientes han evaluado el uso de nanopartículas núcleo@cáscara y @cáscara de SiO₂@ZrO₂ y @ZrO₂ en la eliminación de fluoruro del agua. Estas nanopartículas han demostrado una alta eficiencia, logrando la remoción del fluoruro en menos de 10 minutos, lo que las posiciona entre los materiales más efectivos conocidos para este propósito.
Además de la eliminación rápida del fluoruro, se ha investigado el impacto de la lixiviación de elementos como el zirconio (Zr) y el silicio (Si). Se encontró que la lixiviación de estos elementos continuó durante varias horas y dependió de coeficientes de primer orden, cuadráticos y de producto cruzado. Este estudio es el primero en examinar la lixiviación del sólido para descartar la formación de fluorocomplejos solubles de zirconio, lo que cuestiona la suposición de que la disminución del fluoruro en solución se debe exclusivamente a su adsorción en la superficie del óxido de zirconio.
El análisis de la lixiviación elemental se realizó considerando el tiempo, el pH y la concentración de fluoruro, aplicando una metodología de superficie de respuesta para evaluar su influencia. Estos hallazgos son fundamentales para mejorar la comprensión del mecanismo de remoción de fluoruro y garantizar la seguridad de los materiales empleados en tratamientos de agua.